# Thaumatomyia pulla
Thaumatomyia pulla är en tvåvingeart som först beskrevs av Adams 1904.  Thaumatomyia pulla ingår i släktet Thaumatomyia och familjen fritflugor. Inga underarter finns listade i Catalogue of Life.